# Podon leuckartii
Podon leuckartii är en kräftdjursart som först beskrevs av Georg Ossian Sars 1862.  Podon leuckartii ingår i släktet Podon och familjen Podonidae. Arten är reproducerande i Sverige. Inga underarter finns listade i Catalogue of Life.